# Пряженников, Степан Григорьевич
Степа́н Григо́рьевич Пряженников (15.08.1914—16.04.1945) — командир отделения разведки 538-го армейского миномётного полка (33-я армия,1-й Белорусский фронт), старший сержант, участник советско-финляндской войны (1939—1940), участник Великой Отечественной войны, кавалер ордена Славы трёх степеней.

## Биография
Родился 15 августа 1914 года в деревне Юдино Красногорского района Удмуртской Республики в крестьянской семье. Русский. После окончания семилетней школы работал в колхозе. В 1936 году Красногорским райвоенкоматом был призван в армию.
В Красной Армии с августа 1941 года. С ноября 1939 по март 1940 года принимал участие в советско-финляндской войне. Осенью 1940 года был демобилизован и поступил на работу милиционером в Красногорском райотделе милиции. 
В декабре 1941 года добровольно пошёл в армию, призван Красногорским райвоенкоматом.
Во время Великой Отечественной войны в действующей армии – с февраля 1942 года. Сражался на Западном, 2-м и 1-м Белорусских фронтах. Был дважды ранен.
На Западном фронте в составе 63-й стрелковой дивизии  участвовал в Витебской наступательной операции (23 декабря 1943 – 6 января 1944 года) – одной из попыток командования фронта прорваться к Витебску.
В Витебской наступательной операции (23 декабря 1943 – 6 января 1944 года) помощник командира взвода 53-й отдельной разведывательной роты 63-й стрелковой дивизии сержант С. Г. Пряженников во главе разведывательной группы в ночь на 31 декабря 1943 года преодолел проволочные заграждения противника в районе населённого пункта Ленино (Могилёвская область, Белоруссия). Разведгруппа бесшумно подобралась к немецкой траншее и внезапно ворвалась в неё. Сержант С. Г. Пряженников лично обезоружил вражеского солдата, который был захвачен в плен. При отходе с «языком» группа в завязавшейся схватке автоматным огнём и гранатами разведчики подавили вражеский пулемёт, уничтожили 12 немецких солдат и оторвалась от преследования. Группа с «языком» благополучно вернулась в свою часть. 
Приказом командира дивизии генерал-майора Ласкина Н. М. 27 января 1944 года сержант Пряженников Степан Григорьевич награждён орденом Славы 3-й степени.
Летом 1944 года сержант С. Г. Пряженников был переведён в 538-й армейский миномётный полк 33-й армии 3-го Белорусского фронта и назначен также разведчиком.
Участвовал в Белорусской стратегической операции «Багратион» – Минской  (29 июня – 4 июля 1944 года), Вильнюсской (5 – 20 июля 1944 года) и Каунасской (28 июля – 28 августа 1944 года) наступательных операциях.
В ходе Вильнюсской операции разведчик 538-го армейского миномётного полка 2-го Белорусского фронта сержант Пряженников в наступательном бою за деревню Новобранки автоматным огнём поразил 4 немецких солдата и одного взял в плен, с группой разведчиков захватил 60 повозок, 126 лошадей и 12 автомашин.
В июле 1944 года при форсировании реки Неман он обнаружил скопление танков и пехоты контратакующего противника. По целеуказаниям Пряженникова врагу был нанесён ощутимый урон. В бою был ранен, но остался в строю.
Приказом от 22 августа 1944 года сержант Пряженников Степан Григорьевич награждён орденом Славы 2-й степени.
Старший сержант Пряженников особенно отличился 14 января 1945 года. Из наградного листа к ордену Славы 1-й степени:

«Во время наступления 14.01.45 г. тов Пряженников заметил ДЗОТ противника из которого бил пулемёт, мешавший продвижению нашей пехоте, тов Пряженников подполз к ДЗОТу и бросил в амбразуру его несколько гранат. Здесь им было уничтожено 6 солдат, 2 пулемета и 4х солдат он взял в плен, чем обеспечил продвижение нашей пехоты.
В течение двух дней тов Пряженников уничтожил лично 14 солдат и взял в плен 6 солдат противника.
За проявленную храбрость, мужество и инициативу на поле боя тов Пряженников С.Г. достоин Правительственной награды Ордена «Слава степени».
Командир подполковник Иванов
17 Марта 1945 г.— 
Указом Президиума Верховного Совета СССР от 31 мая 1945 года за образцовое выполнение боевых заданий командования на фронте борьбы с немецкими захватчиками и проявленные при этом доблесть и мужество Пряженников Степан Григорьевич награждён орденом Славы 1-й степени. Стал полным кавалером ордена Славы.
Последний орден С. Г. Пряженников получить не успел. В начале Берлинской операции он, по данным ОБД «Мемориал» (в документе – Преженников), пропал без вести на территории Германии на западном берегу реки Одер. По другим данным, был тяжело ранен на территории Германии на реке Одер у города Визенау и 16 апреля 1945 года скончался. 

## Награды
- Полный кавалер ордена Славы:
  - орден Славы I степени (31.05.1945)[7];
  - орден Славы II степени (22.08.1944)[8];
  - орден Славы III степени (27.01.1944)[9];

## Память
- Его имя увековечено в Главном Храме Вооружённых сил России, и навсегда запечатлено на мемориале «Дорога памяти»
- В Удмуртии открыли памятник участковому-участнику Великой Отечественной войны [10].
- Бюст С. Г. Пряженникова установлен перед зданием районного отделения внутренних дел по Красногорскому району, где он работал до войны.
- На здании ОВД – мемориальная доска.